# Orte Kirke
Orte Kirke ligger i landsbyen Orte ca. 15 km NØ for Assens (Region Syddanmark).
Tårnet blev opført omkring 1400 af sten fra den første kirke fra 1100-tallet. Skibet blev nyopført i 1850erne.

## Eksterne kilder og henvisninger
- Wikimedia Commons har flere filer relateret til Orte Kirke

1. ↑  "Ortekirke – '". Arkiveret fra originalen 26. marts 2016. Hentet 20. december 2019.

- Orte Kirke hos KortTilKirken.dk